# گرترود اولمستد
گرترود اولمستد (انگلیسی: Gertrude Olmstead؛ ۱۳ نوامبر ۱۸۹۷ – ۱۸ ژانویهٔ ۱۹۷۵) بازیگر اهل ایالات متحده آمریکا بود.
از فیلم‌هایی که وی در آن نقش داشته‌است، می‌توان به نمایش نمایش‌ها و کالیفرنیا درست روبه‌رو اشاره کرد.